# Stazione di Agano
La stazione di Agano (吾野駅?, Agano-eki) è una stazione ferroviaria della città di Hannō, situata nella prefettura di Saitama, in Giappone. La stazione è servita dalla linea Seibu Ikebukuro, di cui è capolinea, e dalla linea Seibu Chichibu, che ha origine in questo punto, entrambe delle Ferrovie Seibu

## Linee
Ferrovie Seibu
● Linea Seibu Ikebukuro
● Linea Seibu Chichibu

## Struttura
La stazione è costituita da una banchina a isola con due binari passanti in superficie. Il marciapiede è collegato al fabbricato viaggiatori da un passaggio a raso sui binari, chiuso da un passaggio a livello in presenza di treni.
| 1 | ● Linea Seibu Ikebukuro | per Hannō, Tokorozawa, Nerima e Ikebukuro |
| 2 | ● Linea Seibu Chichibu  | per Nishi-Agano e Seibu-Chichibu          |

## Stazioni adiacenti
| «                                          | Servizio                                   | »                                          |
| Linea Seibu Ikebukuro Linea Seibu Chichibu | Linea Seibu Ikebukuro Linea Seibu Chichibu | Linea Seibu Ikebukuro Linea Seibu Chichibu |
| ------------------------------------------ | ------------------------------------------ | ------------------------------------------ |
| Agano                                      | Locale Espresso Espresso Rapido            | Nishi-Agano                                |